# Chiese di Tricase
Le chiese di Tricase, edifici di culto religioso (chiese e santuari) pressoché esclusivamente della religione cattolica, sono numerose entro i confini del comune di Tricase, essendovene quindi sia nel centro storico cittadino, sia nei quartieri e nelle frazioni periferiche.

## Chiese
| Immagine | Nome                                            | Religione           | Fondazione     | Ricostruzione dell'edificio (inizio dei lavori) | Ultimi rifacimenti di rilievo | Stile architettonico prevalente | Ubicazione                              | Note                                             |
| -------- | ----------------------------------------------- | ------------------- | -------------- | ----------------------------------------------- | ----------------------------- | ------------------------------- | --------------------------------------- | ------------------------------------------------ |
|          | Chiesa della Natività della Beata Vergine Maria | Cristiana cattolica | XV secolo      | 1736                                            | /                             | Tardo barocco                   | Piazza Don Tonino Bello                 | Chiesa madre                                     |
|          | Chiesa di San Domenico                          | Cristiana cattolica | XV secolo      | 1679                                            | /                             | Barocco                         | Piazza Giuseppe Pisanelli               | Sede della Confraternita del Rosario             |
|          | Chiesa di San Michele Arcangelo                 | Cristiana cattolica | 1624           | /                                               | /                             | Tardo rinascimento-Barocco      | Largo Sant'Angelo                       | Sede della Confraternita dell'Immacolata         |
|          | Chiesa della Madonna di Costantinopoli          | Cristiana cattolica | 1685           | /                                               | /                             | Barocco                         | Strada comunale vecchia Serra del Porto | Chiusa al culto                                  |
|          | Chiesa e convento dei Cappuccini (Tricase)      | Cristiana cattolica | 1578           | /                                               | 1784                          | Barocco                         | Piazza Cappuccini                       | /                                                |
|          | Abbazia di Santa Maria del Mito                 | nessuna             | VIII-IX secolo | /                                               | /                             | Romanico                        | SP 313 Tricase-Andrano                  | /                                                |
|          | Cappella della Madonna di Loreto                | Cristiana cattolica | XVIII secolo   | /                                               | 1879                          | Tardo barocco                   | Contrada Madonna di Loreto              | /                                                |
|          | Chiesa di Santa Lucia                           | Cristiana cattolica | XVII secolo    | /                                               | XIX secolo                    | Tardo barocco                   | Largo Santa Lucia                       | Sede della Confraternita Santa Lucia - San Rocco |
|          | Santuario Madonna dell'Assunta                  | Cristiana cattolica | XVI secolo     | /                                               | XVII secolo                   | Barocco                         | Largo Assunzione Marina Serra           | /                                                |
|          | Cripta della Madonna del Gonfalone              | Cristiana cattolica | IX-XI secolo   | /                                               | XVI secolo                    | Bizantino                       | SP 184 Tricase-Alessano Sant'Eufemia    | /                                                |
|          | Chiesa di Sant'Eufemia                          | Cristiana cattolica | secolo         | XVIII secolo                                    | /                             | Barocco                         | Piazza Sant'Eufemia Sant'Eufemia        | Chiesa parrocchiale di Sant'Eufemia              |
|          | Chiesa della Madonna delle Grazie               | Cristiana cattolica | XVI secolo     | /                                               | XIX secolo                    | Barocco                         | Piazza Madonna delle Grazie Tutino      | Chiesa parrocchiale di Tutino                    |
|          | Cappella di San Gaetano di Thiene               | Cristiana cattolica | XVI secolo     | /                                               | 1888                          | Tardo rinascimento - Barocco    | Via San Gaetano Tutino                  | Sede della Confraternita dell'Immacolata         |
|          | Chiesa di Sant'Andrea apostolo                  | Cristiana cattolica | /              | 1792                                            | 1976                          | Tardo barocco                   | Piazza Sant'Andrea Caprarica del Capo   | Chiesa parrocchiale di Caprarica del Capo        |